# The World's End
The World's End är en amerikansk-brittisk-japansk action-science-fiction-komedifilm från 2013. Det är den tredje delen i "Cornetto-trilogin. De andra två filmerna är Shaun of the Dead (2004) och Hot Fuzz (2007). Alla är regisserade av Edgar Wright och har Simon Pegg och Nick Frost i huvudrollerna.

## Rollista (urval)
| Simon Pegg      | – Gary King                   |
| Nick Frost      | – Andy Knightley              |
| Paddy Considine | – Steven Prince               |
| Martin Freeman  | – Oliver "O-Man" Chamberlain  |
| Eddie Marsan    | – Peter Page                  |
| Rosamund Pike   | – Sam Chamberlain             |
| Pierce Brosnan  | – Guy Shepherd                |
| David Bradley   | – Basil                       |
| Darren Boyd     | – Shane Hawkins               |
| Michael Smiley  | – Trevor "The Reverend" Green |
| Nicholas Burns  | – Collaborator                |
| Steve Oram      | – Polis                       |
| Sophie Evans    | – Becky Salt                  |
| Bill Nighy      | – The Network (röst)          |